# Jos Beenhakkers
Adrianus Jacobus „Jos” Beenhakkers (ur. 6 maja 1922, zm. 18 stycznia 1980) – piłkarz holenderski grający na pozycji pomocnika.

## Kariera klubowa
W swojej karierze piłkarskiej Beenhakkers grał w klubie NAC Breda.

## Kariera reprezentacyjna
W 1948 roku Beenhakkers został powołany do reprezentacji Holandii na igrzyska olimpijskie w Londynie. W kadrze narodowej ostatecznie nie zadebiutował.